# Јанко Луковски
Јанко Луковски (Скопље, 7. април 1946 — Нови Сад, 6. новембар 2023) био је македонско-српски кошаркаш и кошаркашки тренер. Његов син Драган је бивши кошаркаш и репрезентативац СР Југославије.

## Биографија
Највећи део играчке каријере је провео у Работничком а две сезоне је играо и за МЗТ из Скопља. Као играч био је члан јуниорске и Б репрезентације Југославије.
После завршетка играчке каријере наставио је да ради у кошарци као тренер. Још док је био играч МЗТ-а из Скопља две године је упоредо радио и као тренер јуниора. У првој сезони као професионални тренер увео је КК Борец из Велеса у прву Б лигу (1980). После успешне сезоне у Борецу постаје тренер у клубу у којем је провео највећи део своје играчке каријере - КК Работнички. Њих је уводио два пута у прву А лигу и једном у финале купа Југославије (1983) који је изгубио од Цибоне.
У периоду између 1982—1986 водио је, што самостално, што као асистент Русмиру Халиловићу млађе репрезентације Југославије, и то кадетску репрезентацију и младу репрезентацију до 21. год где је тренирао играче као што су: Дражен Петровић, Здовц, Паспаљ, Пецарски, Цвјетићанин, Перасовић, Сретеновић и др.
У децембру 1985. након завршетка првог дела сезоне преузима Спартак из Суботице који је у том тренутку био последњи на табели прве Б лиге са само једном победом. У другом делу сезоне успева да оствари опстанак након 10 победа и само 2 пораза. За непуне три сезоне проведене у Суботици поставио је темеље новог Спартака, који је постао стабилан Б лигаш, а касније и члан прве А лиге.
Након Спартака 1988. године преузима КК Еђшег из Бачке Тополе, који уводи у прву Војвођанску лигу тада трећу лигу по рангу у Југославији. После три сезоне у Бачкој Тополи 1991. године добија позив да поново седне на клупу Работничког. Работнички је са њим на клупи остварио највећи успех у својој историји освајањем трећег места у првој А лиги иза Партизана и Црвене звезде и уласком у финале купа.
Године 1992. преузима Профиколор из Панчева који после квалификација уводи у прву А лигу и исте године заузима 5. место у првој лиги. Након друге сезоне у Профиколору са којим осваја 4. место у првој лиги 1994. године преузима веома млад и перспективан тим Војводине. Са младим играчима (Луковски, Болић, Станојевић итд.) бележи запажене резултате. Касније је још водио Боровицу из Руме, опет Војводину, Ибон из Никшића.
Године 2003. је основао школу кошарке Спорт ки у Новом Саду.